# Fabio Tuiach

Fabio Tuiach (Trieste, 4 giugno 1980) è un ex pugile ed ex politico italiano.

## Biografia
Cresciuto a Trieste, comincia a praticare la boxe a 16 anni sotto la guida dell'ex campione d'Italia dei pesi piuma Nevio Carbi. Lascia gli studi dopo aver conseguito la licenza media e svolge lavori come portuale.
Nel 1997 esordisce da dilettante come peso medio e nel 1999 sale nella categoria dei mediomassimi dove conquista il titolo juniores. Viene quindi convocato nella nazionale azzurra e partecipa senza fortuna agli internazionali di Londra. Nel 2001 combatte nei pesi supermassimi e perde ai punti la finale dei campionati assoluti contro il futuro campione olimpico Roberto Cammarelle.
Nel 2003 passa professionista e, tre anni più tardi, ottiene la chance per il titolo italiano dei massimi leggeri contro il campione in carica Paolo Ferrara. Vince per ko al 7º round dopo un combattimento intenso, e riporta in Friuli Venezia Giulia il titolo italiano che mancava dai tempi di Nevio Carbi.
Nel 2007 vince il titolo del Mediterraneo WBC contro il francese Enis Boussandel.
Il 1º febbraio del 2008 un lutto famigliare sconvolge la sua vita, e la sua carriera ne risente. Nell'ottobre dello stesso anno si batte per il titolo europeo EBU, finendo al tappeto nel corso del 2º round, sotto i ganci del giovane Marco Huck, che negli anni a seguire scalerà le classifiche del ranking distinguendosi nel panorama internazionale. Alle visite di reintegro la FPI gli nega più volte l'idoneità medica all'attività sportiva.
Torna sul ring solo nel 2012, passando nei pesi massimi, e nel 2014 conquista il titolo italiano contro Gianluca Mandras squalificato per scorrettezze nel corso del 9º round. La WBO lo nomina quindi co-sfidante al titolo europeo di sigla. Il 13 giugno 2015 però, al Palasport di Brescia, Tuiach perde la cintura appena conquistata contro il sardo Salvatore Erittu, che si impone con verdetto unanime. La WBO, tuttavia, gli conferma la nomina a co-sfidante europeo, ed il 12 luglio 2015, a Magdeburgo, Tuiach affronta il tedesco Michael Wallisch, finendo KO nel corso della seconda ripresa.
Il 15 luglio 2018, sul ring di Sequals, batte ai punti Sergio Romano diventando nuovamente campione italiano di categoria, titolo che però perderà l'8 dicembre dello stesso anno a Montichiari contro l'amico Ivan Di Berardino.
Torna sul ring nel 2019, per affrontare il quotato Artur Szpilka, ma il match dura poco più di un minuto. Subito dopo l'incontro annuncia il suo ritiro.

## Carriera politica
Alle elezioni amministrative del 5 giugno 2016 a Trieste viene eletto al consiglio comunale nelle liste della Lega Nord. Nell'ottobre 2017, a seguito di polemiche per aver affermato che il femminicidio non esiste ed è una invenzione della sinistra, Tuiach viene espulso dalla Lega e aderisce al gruppo misto.
Nel dicembre 2017 annuncia la sua adesione a Forza Nuova in una conferenza stampa alla presenza di Roberto Fiore, provocando polemiche tra le file della maggioranza di centro-destra, in particolare da Forza Italia. Alle elezioni politiche del 2018 sostiene la lista "Italia agli Italiani", composta da Forza Nuova e dal Movimento Sociale Fiamma Tricolore.
Nel gennaio 2019 Tuiach è espulso da Forza Nuova, per motivi non noti, rimanendo in consiglio comunale come indipendente. Nel 2021 partecipa allo sciopero del Porto di Trieste, in protesta contro il Certificato COVID digitale dell'UE. Alle elezioni amministrative del 2021, non si è ricandidato al consiglio comunale.

## Procedimenti giudiziari
Il 17 febbraio 2021 commenta con un post omofobo la notizia di un’aggressione omofoba accaduta a Trieste: «Un esponente LGBT è stato picchiato e scoppia il caso omofobia a Trieste, siamo in campagna elettorale e succede ogni volta ma forse ha litigato con il fidanzato per la vasellina. Grande solidarietà da parte di tutte le forze politiche ma ricordiamoci che in più di un terzo dei paesi al mondo non esiste il problema omofobia perché per i gay c'è il carcere o la pena di morte. Noi avevamo il rogo un tempo, mentre in Russia c'è la legge anti-gay come in tutto l'est e per questo loro non accolgono palestrati che fuggono da paesi omofobi». Accusato di diffamazione, il 29 settembre 2022 è stato condannato per questo post a 2 anni di reclusione, senza beneficio della pena sospesa, dal Tribunale di Trieste. Il 26 Aprile 2024 la Corte di Appello di Trieste lo ha assolto con formula piena «perché il fatto non sussiste».
Il 13 marzo 2023 è stato condannato in primo grado a 2 anni di reclusione per l'aggressione ad un settantenne che lo aveva criticato per aver sfilato per le strade di Trieste con la bandiera russa pochi giorni dopo l'invasione russa dell'Ucraina nel febbraio 2022. 

## Controversie
Ha sollevato polemiche la sua affermazione: "Maometto? Era un pedofilo e noi non accetteremo mai questa cultura".
Ha giustificato l'omicidio di Stefano Cucchi da parte delle forze dell'ordine con la motivazione che essendo lui spacciatore avrebbe inevitabilmente portato ulteriore droga in carcere e, per questo, sia stato un bene che sia morto.
Nel 2017 aveva affermato che sovente i femminicidi sarebbero un'«invenzione della sinistra», non suffragata dai numeri. Successivamente, commentando a caldo l'omicidio di Pamela Mastropietro, asserì invece che ci sono molti immigrati che spacciano e «uccidono le donne».
Nel gennaio 2019 propone una mozione per impedire il Gay pride a Trieste asserendo che «i Gay Pride in passato si sono macchiati di sconcerie ed atti osceni anche davanti ai bambini» richiedendo alla «diocesi di Trieste di organizzare, con tutti i cattolici, un rosario pubblico riparatore all'abominio del gay pride».
Il 18 novembre 2019, durante una discussione del consiglio comunale di Trieste sul voto al conferimento della cittadinanza onoraria a Liliana Segre, è intervenuto dicendo che si sarebbe astenuto perché «da profondamente cattolico» si era sentito «offeso» dal fatto che Segre avesse ricordato che Gesù era ebreo.
Ad aprile 2020, durante la pandemia di COVID-19, ha ironicamente proposto tramite un post su Facebook di multare le donne che si fossero rifiutate di avere rapporti con i propri mariti, asserendo che una sana vita sessuale, unita al benessere spirituale, avrebbe aiutato a combattere lo stress da isolamento.
Nel gennaio 2020, al programma La Zanzara, ha associato l'atto omosessuale a un rito di iniziazione satanica, che seguirebbe a un "lavaggio del cervello" mediatico fin dai tempi dell'adolescenza. Secondo Tuiach, l'omosessualità non sarebbe né una malattia né una tendenza innata, ma deriverebbe da un condizionamento ambientale rispetto al quale «molte persone sono guarite, sono diventate normali e si sono sposate». La vita in castità sarebbe l'alternativa alle pene dell'Inferno, in ossequio al Medioevo, «apice della Cristianità» e modello di ispirazione per ogni cristiano.
Il 27 gennaio 2021, nel Giorno della Memoria, ha pubblicato sul suo profilo social presso VK una foto di Adolf Hitler sorridente attorniato da una folla festosa.
A seguito della sua partecipazione alle manifestazioni contro il green pass nel porto di Trieste dei mesi di ottobre e novembre 2021, è stato licenziato dall'Agenzia per il lavoro portuale del Porto di Trieste (Alpt) perché, nonostante risultasse assente dal lavoro per malattia, avrebbe tenuto un comizio pubblico.